# AC Leporis
Désignations
AC Leporis, abrégée en AC Lep, également nommée HD 40745 et HR 2118 est une étoile variable de type Gamma Doradus de la constellation du Lièvre. Sa magnitude apparente moyenne est de +6,28, elle est faiblement visible à l’œil nu mais facilement visible avec des jumelles ou un télescope. Selon la mesure annuelle de sa parallaxe par le satellite Gaia, l'étoile se situe à 61,23 ± 0,12 pc (∼200 al) de la Terre.

## Propriétés physiques
AC Leporis est une sous-géante de type spectral F2IV avec une température effective de 6 840 ± 180 K. Elle a une luminosité 9,1 fois supérieure à la luminosité solaire et son rayon est de 2,1 rayons solaires. Elle tourne sur elle-même avec une vitesse de rotation d'au moins 42 km/s. Sa métallicité est égale à celle du Soleil ([Fe/H] = 0,00 ± 0,09). Des éléments tels que le scandium, le titane, le chrome et le fer sont tout aussi abondants que dans le Soleil mais le manganèse est déficitaire par rapport à notre étoile. Sa masse est estimée à 1.65 M☉ et son âge est estimé à 1,4 milliard d'années.
AC Leporis est une variable de type Gamma Doradus dont la luminosité a été détectée varier avec une amplitude de 0,02 magnitude dans la photométrie du satellite Hipparcos et selon une période de 0,824 27 jour.